# Arriverà
Arriverà – singel Emmy Marrone i zespołu Modà, wydany 16 lutego 2011, pochodzący z reedycji albumu A me piace così. Utwór został napisany przez Francesco Silvestre, który podjął się również jego skomponowania wraz z Enrico Palmosim oraz Enrico Zapparolim. Za produkcję kompozycji odpowiadał Lorenzo Suraci.
Singel trafił na 1. miejsce na oficjalnej włoskiej liście sprzedaży i rozszedł się w nakładzie przekraczającym ponad 60 tysięcy kopii, za co otrzymał status multiplatyny. Nagranie było 7. najczęściej kupowanym utworem we Włoszech w 2011 roku.
Kompozycja zajęła 2. miejsce na Festiwalu Piosenki Włoskiej 2011 w San Remo.
Teledysk towarzyszący przebojowi został wyreżyserowany przez Gaetano Morbioli, a realizowany był w jednym z teatrów w Lodi. W klipie zagrał włoski aktor Davide Silvestri. Premiera wideo odbyła się 15 lutego 2011 w serwisie YouTube.
W 2013 roku utwór znalazł się na ścieżce dźwiękowej filmu Salvo. Ocalony.

## Notowania

### Pozycja na tygodniowej liście sprzedaży
| Kraj   | Notowanie (2011) | Najwyższa pozycja | Certyfikat   | Sprzedaż |
| ------ | ---------------- | ----------------- | ------------ | -------- |
| Włochy | FIMI             | 1                 | multiplatyna | 60 000+  |

### Pozycja na rocznej liście sprzedaży
| Kraj   | Notowanie (2011) | Pozycja |
| ------ | ---------------- | ------- |
| Włochy | FIMI             | 7       |